# Steve Niles
Steve Niles (nacido como Steven Niles, el 21 de junio de 1965 en Jackson Township, Nueva Jersey, Estados Unidos) es un guionista y editor de cómics norteamericano famoso por obras como 30 días de oscuridad, Criminal Macabre o Simon Dark. Steve Niles empezó su carrera como editor, pero su afición a la literatura de terror le condujo hacia la escritura. El guionista de cómics Alan Moore fue una inspiración en su carrera como escritor y el personaje de John Constantine una base de lo que sería Cal McDonald de Criminal Macabre.

## Reseña biográfica
Steve Niles creció en las zonas residenciales de Washington D. C., aunque nació en Jackson Township, Nueva Jersey, y pasó su juventud trabajando en tiendas de cómics o tocando en grupos musicales de la escena hardcore de DC, como Gray Matter y Three, ambos del sello Dischord, además de escribir también filmaba películas como aficionado durante esa época.
Los primeros pasos de Steve Niles en el mundo del cómic fue editando sus propias obras hasta que en 1991 realizó una adaptación de Soy leyenda para la editorial Eclipse. A partir de ahí despega su carrera profesional en sellos tales como Fantaco, Disney o Todd McFarlane Productions. Sería en 2002 cuando se publicaría su obra más conocida hasta la fecha, 30 días de oscuridad, dibujada por Ben Templesmith. La obra tendría suficiente éxito como para ser adaptada al cine en 2007.
Otras obras destacadas creadas por él incluyen Criminal Macabre, cuyo protagonista es un detective de lo sobrenatural, Remains, serie abierta de temática zombi y dibujada por Kieron Dwyer y Simon Dark dentro del Universo DC de DC comics, dibujada por el artista Scott Hampton. Dentro de la corriente principal de cómics estadounidense Niles ha desarrollado historias de personajes oscuros como Spawn o Batman incluyendo a una especie de monstruo de Frankenstein dentro del entorno de la ficticia ciudad de "Gotham City" en la mencionada Simon Dark.
En los últimos años ha colaborado con Bernie Wrightson creando diversas obras de temática generalmente terrorífica: City of Others en 2007, Dijo que estaba muerto en 2008, El Espectro (cómic de terror) en 2009, Doc Macabre en 2010 y Frankstein Alive!Alive! en 2012.